# Chorisoneura apolinari
Chorisoneura apolinari är en kackerlacksart som beskrevs av Morgan Hebard 1933. Chorisoneura apolinari ingår i släktet Chorisoneura och familjen småkackerlackor.
Artens utbredningsområde är Colombia. Inga underarter finns listade i Catalogue of Life.